# Порту-Алегри
По́рту-Але́гри (порт. Porto Alegre) — город в Бразилии, столица штата Риу-Гранди-ду-Сул. Порту-Алегри — один из важнейших городов Южной Бразилии, являющийся культурным, образовательным и политическим центром региона. В Порту-Алегри самый высокий уровень жизни среди бразильских столиц штатов. Входит в состав одноимённых мезорегиона, крупной городской агломерации и экономико-статистического микрорегиона.
В рейтинге глобальных городов GaWC он признан Гамма-городом, стоя в одном ряду с Питтсбургом, Ханчжоу или Дрезденом.
Здесь родился бразильский футболист Роналдиньо.

## История

### Колониальный период
До португальской колонизации территорию населяли индейские племена тупи, занимавшиеся охотой и собирательством. Район отошёл к Португальской империи по Тордесильясскому договору 1494 года, но до начала XVIII века посещался только торговцами из Сан-Висенти, воинственность туземцев сдерживала колонизацию.
В начале XVIII века вооружённые экспедиции бандейрантов заставили индейцев прекратить набеги, и вскоре (с 1732 года) здесь начали появляться первые фермы, основанные белыми переселенцами. После очередного урегулирования пограничных проблем между колониями Испании и Португалии (Мадридский договор 1750 года) португальское правительство приступило к реализации программы по широкомасштабной колонизации Южной Бразилии, для чего предполагалось переселить в регион 4 000 семей колонистов, преимущественно с Азорских островов. В силу финансовых и организационных трудностей переселились лишь около 1 000 семей, в том числе ¼ из них в 1752 году обосновались в районе нынешнего Порту-Алегри.
Разногласия между испанскими и португальскими колониями продолжали обостряться, и в 1763 году испанцы вторглись в капитанию Риу-Гранди-ду-Сан-Педру (к которой относилась и территория Порту-Алегри). Из-за угрозы захвата противником столица капитании была перенесена из Виамана в Порту-Алегри, где и осталась после войны. 26 марта 1772 года Порту-Алегри был официально присвоен статус поселения и столицы капитании, что и считается формальной датой его основания. Численность жителей на тот момент составляла около 1 500 человек.
Новый договор с Испанией на время вернул мир и спокойствие в Южную Бразилию, что быстро принесло свои плоды. Экономика региона стремительно развивалась, к 1798 году в Порту-Алегри проживало уже 3 000 жителей (к 1814 — более 6 000), были вымощены камнем основные улицы и площади поселения, построены кафедральный собор и ратуша, порт принимал множество кораблей. 11 декабря 1810 года Порту-Алегри был официально присвоен статус города, а 16 декабря следующего года он стал столицей вновь образованной капитании Сан-Педру-ду-Риу-Гранди-ду-Сул.

### В составе независимой Бразилии

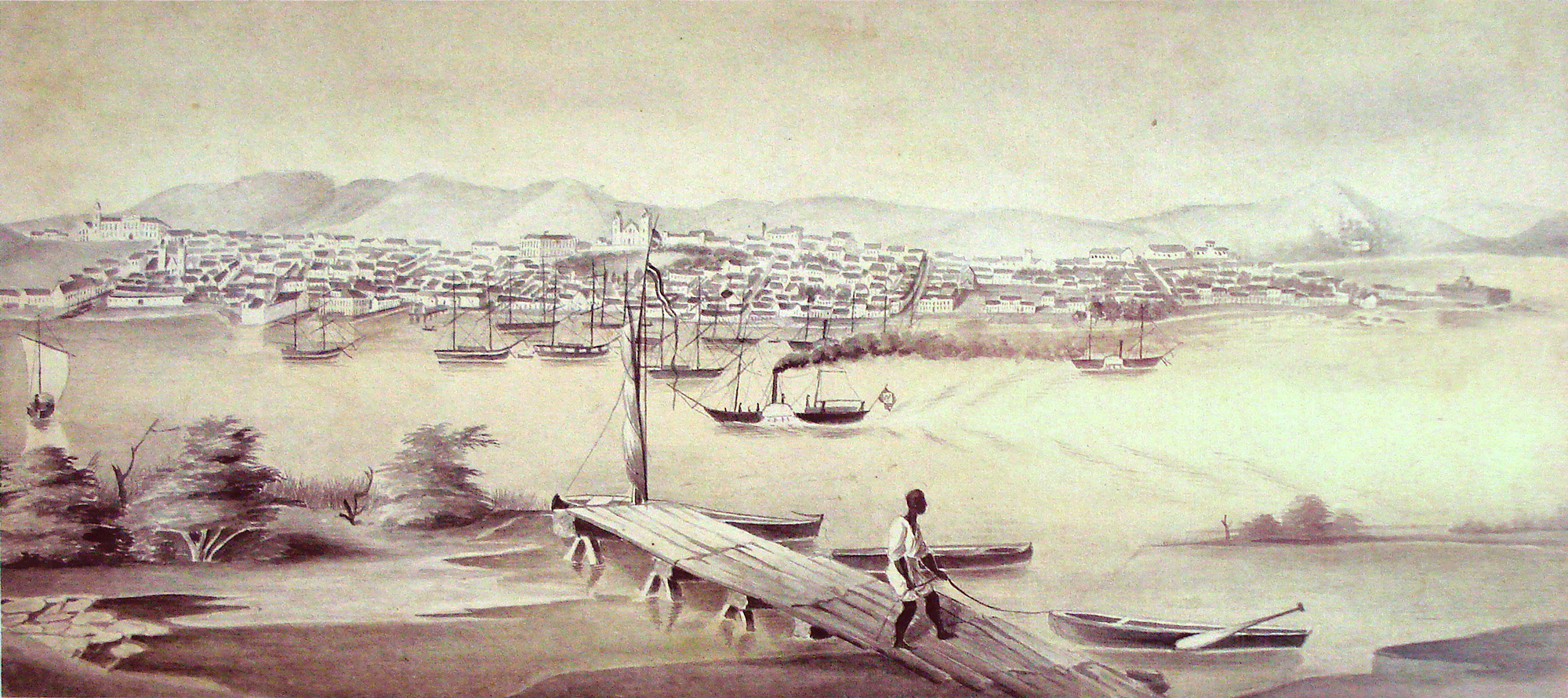
Порту-Алегри, 1852

В 1822 году горожане добились формирования Городского совета, осуществлявшего местное самоуправление. В тот же период приобрела массовый характер немецкая иммиграция в регион, способствовавшая стремительному развитию промышленности на основе капиталистического способа производства.
Рост противоречий между имперским правительством и южными элитами привёл к попытке отделения Юга и гражданской войне Фаррапус 1835—1845 годов. Порту-Алегри, с самого начала событий ставший столицей повстанцев, в 1836 году был отбит правительственными войсками, после чего выдержал на протяжении войны три осады и несколько штурмов, предпринятых южанами. Все они оказались неудачны, но городу был нанесён значительный ущерб.
Во время Парагвайской войны 1865—1870 годов Порту-Алегри стал основным пунктом снабжения бразильских войск, в городе был реконструирован порт, проложен телеграф, появилось множество новых зданий и предприятий. Бурное развитие продолжилось и после войны — в 1872 году запущен трамвай, в 1874 — появилось электричество, в 1899 — построена система городской канализации. Порту-Алегри стал рассматриваться как визитная карточка Риу-Гранди-ду-Сул, и городские власти взяли на себя ответственность за многие общественные услуги, что существенно превосходило более крупные Рио-де-Жанейро и Сан-Паулу. К 1940 году Порту-Алегри насчитывал 385 000 жителей и являлся одним из самых благоустроенных городов Латинской Америки, к которым он относится и по сей день. 
Развитие промышленности привело к росту городского рабочего класса, борьба которого, в частности, вылилась во всеобщую забастовку 1906 года за 8-часовой рабочий день. Город выделялся и как центр культуры и авангардного искусства, создаваемого преимущественно левой интеллигенцией. Выставку к столетию революции Фаррапус в 1935 году посетил миллион человек, что было втрое больше населения Порту-Алегри. Город стал известен во всём мире в 1963 году благодаря проведению Универсиады (Всемирных студенческих игр). 

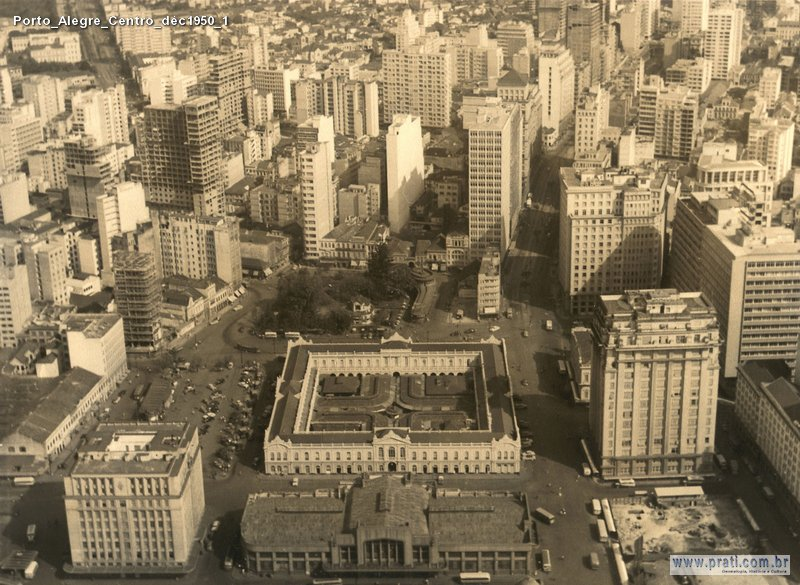
Центр города Порту-Алегри в 1950-х

С установлением военного режима в 1964 году была введена цензура, общественные движения были разгромлены и репрессированы. В 1984—1985 годах жители Порту-Алегри присоединились к движению за свободные выборы, и в городе прошла одна из крупнейших демонстраций. С окончанием диктатуры культура Порту-Алегри снова расцвела, включая андеграунд в богемных кварталах города. Под влиянием харизматичных активистов вроде Жозе Лутценбергера укреплялось и экологическое сознание горожан.
С 1980-х происходила крупная реорганизация управления городом, и многие департаменты и учреждения были переведены в другие места, чтобы снизить давление на городской центр, но тот в итоге стал приходить в запустение. В конце десятилетия, при градоначальнике Алсеу Кольяресе (Демократическая рабочая партия) были проведены первые эксперименты с народными советами, что способствовало прямому участию горожан в принятии решений. На этой основе коалиция во главе с Партией трудящихся, управлявшая Порту-Алегри в 1989—2004 годах после победы Оливиу Дутры на выборах, направляла инвестиции в социальные проекты и разработкой более децентрализованной политики с демократическим общественным участием.
Так, с 1989 года власти города проводили социальный эксперимент по созданию гражданского бюджета города, распределявшегося по проектам инициативных групп решениями советов из представителей горожан. Результаты создания партисипаторного бюджета оказались очень удачными, было осуществлено множество проектов по подаче воды, электричества и других услуг в нуждавшиеся районы города. После 25 лет функционирования гражданского бюджета инфраструктура города и уровень обеспечения горожан коммунальными услугами позволяют отнести Порту-Алегри к лучшим не только в Бразилии, но и в целом по Южной Америке.   
Из-за интереса к альтернативе, предлагаемой партисипаторным бюджетированием, город был избран для проведения первых трёх Всемирных социальных форумов противников неолиберальной глобализации (2001, 2002 и 2003; затем также 2005 и 2010). С 2000 года Порту-Алегри также принимает одно из крупнейших в мире мероприятий по свободному программному обеспечению, называемое FISL. Кроме того, в Порту-Алегри прошла 9-я Ассамблея Всемирного совета церквей в 2006 году.  

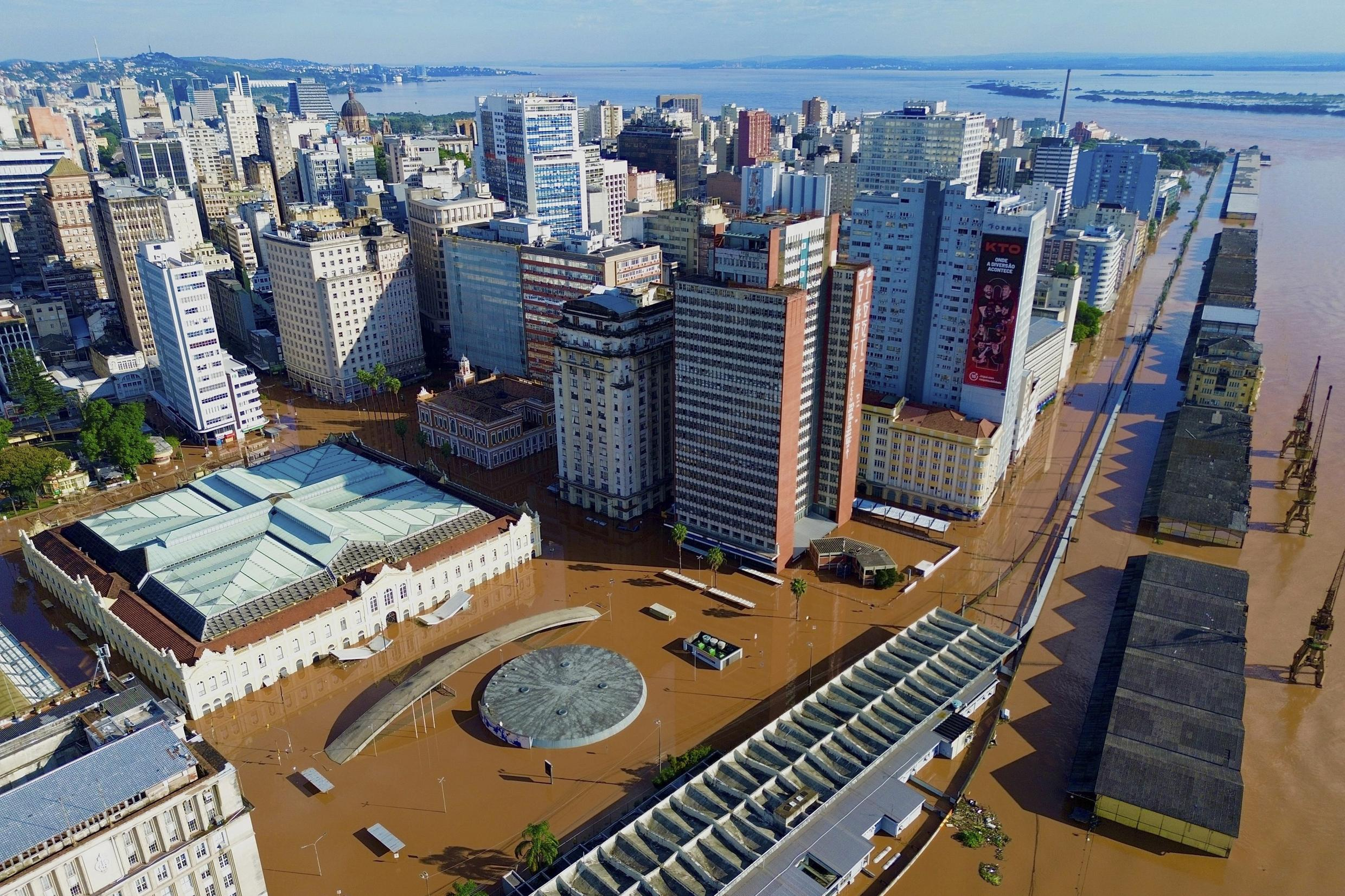
Центр города Порту-Алегри во время наводнения в Риу-Гранди-ду-Сул в 2024

В 2024 году город и другие соседние районы были затоплены из-за проливных дождей.  

## География и климат

### Географические сведения
Порту-Алегри расположен у места впадения реки Гуаиба — главного рукава дельты реки Жакуи в огромную пресноводную лагуну Патус, на стыке природных регионов Пампа и Атлантический лес. Город является самой южной из столиц бразильских штатов.

### Климат
Климат местности — субтропический океанический. В соответствии с классификацией Кёппена, относится к категории Cfa. Лето жаркое и дождливое, зима тёплая. Порту-Алегри известен в Бразилии своими сильными ветрами и резкими изменениями погоды.
| Показатель                    | Янв.  | Фев.  | Март  | Апр. | Май  | Июнь  | Июль  | Авг. | Сен.  | Окт.  | Нояб. | Дек.  | Год    |
| ----------------------------- | ----- | ----- | ----- | ---- | ---- | ----- | ----- | ---- | ----- | ----- | ----- | ----- | ------ |
| Абсолютный максимум, °C       | 39,0  | 41,0  | 39,0  | 36,0 | 33,0 | 32,0  | 32,0  | 33,0 | 37,0  | 38,0  | 38,0  | 41,0  | 41,0   |
| Средний суточный максимум, °C | 30,2  | 30,1  | 28,3  | 25,2 | 22,1 | 19,4  | 19,7  | 20,4 | 21,8  | 24,4  | 26,7  | 29,0  | 24,8   |
| Средняя температура, °C       | 24,7  | 24,7  | 23,2  | 19,9 | 16,9 | 14,2  | 14,3  | 15,2 | 16,8  | 19,1  | 21,3  | 23,3  | 19,5   |
| Средний суточный минимум, °C  | 20,5  | 20,8  | 19,3  | 16,3 | 13,0 | 10,7  | 10,7  | 11,5 | 13,1  | 15,0  | 17,0  | 18,9  | 15,6   |
| Абсолютный минимум, °C        | 11,0  | 11,0  | 6,0   | 4,0  | −2   | −3    | −4    | −2   | 0,0   | 3,0   | 5,0   | 8,0   | −4     |
| Норма осадков, мм             | 100,1 | 108,6 | 104,4 | 86,1 | 94,6 | 132,7 | 121,7 | 140  | 139,5 | 114,3 | 104,2 | 101,2 | 1347,4 |
| Источник: BBC Weather WMO     |       |       |       |      |      |       |       |      |       |       |       |       |        |

## Население

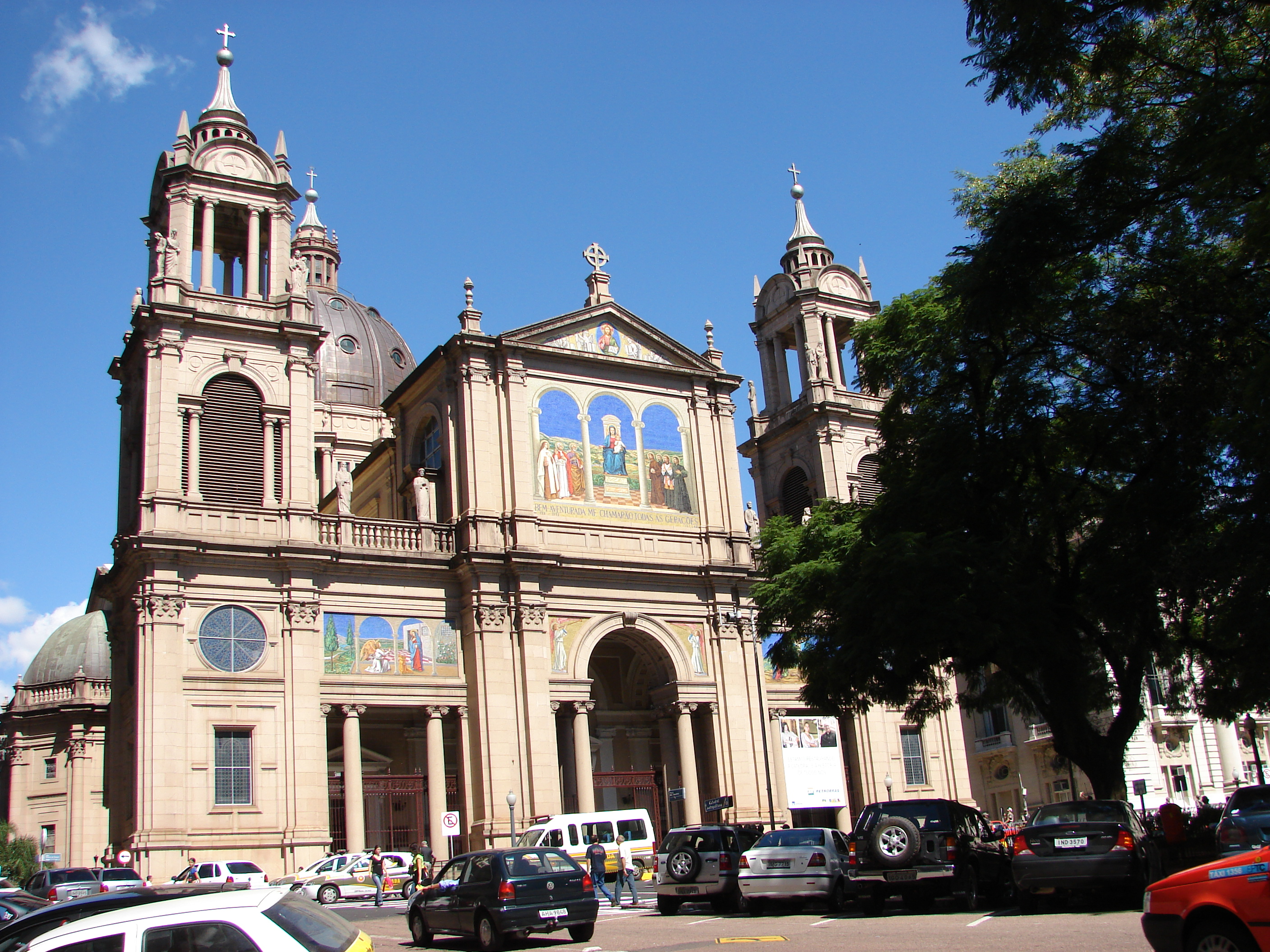
Городской кафедральный собор

По данным Бразильского института географии и статистики, население города в 2013 году составило 1,47 млн человек, агломерации — более 4,4 млн. (10-е и 4-е место по стране соответственно). Как и во всей Южной Бразилии, большую часть горожан составляют потомки европейских переселенцев.
Расовый состав населения:
- белые — 79,2 %
- парду — 10,0 %
- негры — 10,2 %
- азиаты — 0,3 %

Основная часть жителей является потомками выходцев из Германии, Италии, Польши и Леванта (арабы-христиане). Примерно 75 % горожан — католики, по 10 % — протестанты и атеисты. Уровень преступности ниже, чем в большинстве крупных городов страны.

## Местное управление и бюджет

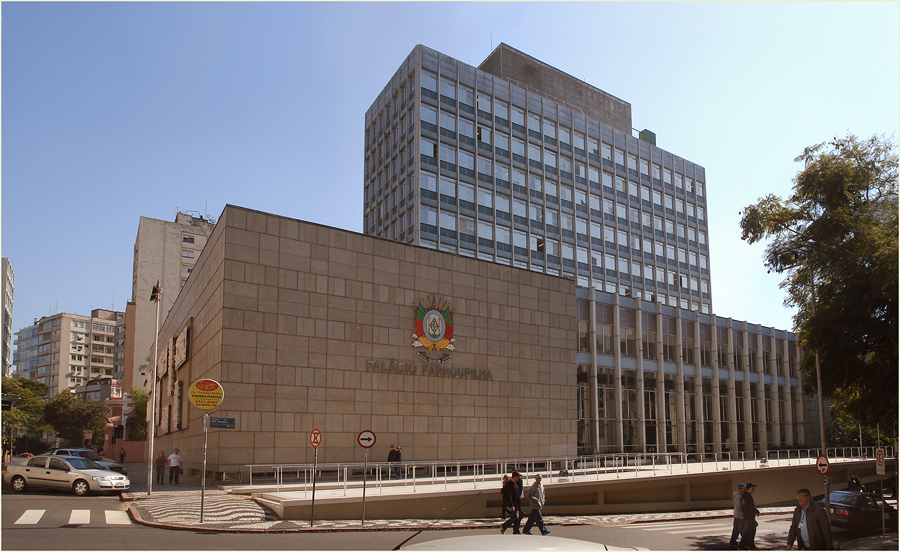
Законодательная ассамблея штата

Отличительной чертой местного самоуправления является участие горожан в распределении финансов города, называемое гражданским (партисипаторным) бюджетом. Практика берёт начало в 1989 году, когда власти города провели социальный эксперимент по привлечению жителей города к распределению части городского бюджета через механизм проектов, подававшихся инициативными группами. Наиболее важным и результативным периодом такого бюджетирования в Порту-Алегри принято считать годы с 1991 по 2004. Переход к партисипаторному бюджету был задуман как составная часть комплексной программы по преодолению неравенства между благополучным центром и нищими окраинами, где проживало до одной трети всех горожан. Окраины представляли собой трущобы, жители которых не имели доступа к базовым коммунальным услугам (водоснабжению, канализации, школам и медицинским учреждениям).
Составление партисипаторного бюджета происходило ежегодно и состояло из множества квартальных, районных и общегородских собраний, на которых жители и представители кварталов и микрорайонов рассматривали и определяли вопросы, требующие приоритетного решения. Муниципалитет Порту-Алегри тратил около 200 миллионов долларов в год на строительство и коммунальные услуги и эти деньги распределялись в рамках партисипаторного бюджета. Другие расходы городского бюджета — на обслуживание муниципального долга, содержание административных зданий, выплату муниципальных пенсий — не включались в партисипаторное бюджетирование. На пике программы в составлении партисипаторного бюджета принимало участие до 50 тысяч горожан, из самых разных слоёв городского общества. Хотя формально партисипаторное бюджетирование продолжалось до самого недавнего времени, но ряд авторов отмечали, что после поражения Рабочей партии на выборах 2004 года новая консервативная коалиция в значительной степени вернулась к практике закрытого коррупционного распределения бюджета.
Бюджетный цикл начинается в январе и продолжается в течение всего года, на собраниях жителей микрорайонов во всех 16 районах города. На этих собраниях обсуждаются вопросы, представляющие интерес для городского сообщества и предлагаются проекты и пути решения. Собрания выбирают представителей, уполномоченных голосовать от имени своего микрорайона, на собраниях присутствуют мэр или представители мэрии для ответов на вопросы жителей. В последующие месяцы представители собираются для уточнения параметров проектов и потребностей микрорайонов.
На втором, районном этапе бюджетирования делегаты общин и микрорайонов проводят собрания и определяют приоритетные направления своего района, а также выбирают своих представителей в рамках квоты в Гражданский бюджетный совет, состоящий из 42 человек. Основная функция Гражданского бюджетного совета заключается в составлении бюджета, максимально справедливо учитывающего потребности всех районов города в рамках доступных денежных средств. Бюджет, составленный и утвержденный Гражданским бюджетным советом, является обязательным для исполнения городскими властями. Мэрия может предложить (но не потребовать) изменения в бюджет. Только мэр города может наложить вето на бюджет и вернуть его в Гражданский бюджетный совет на доработку (таких прецедентов не было).
Исследование Мирового банка проводит прямую связь между партисипаторным бюджетом и улучшением коммунальной и бытовой ситуации в Порту-Алегри. Например, подключение к водопроводу и канализации выросло с 75 % домохозяйств в 1988 году до 98 % в 1997 году. Количество школ увеличилось в четыре раза по сравнению с 1986 годом. Другие исследователи отмечали, что участие в планировании и исполнении бюджета имело очень широкий спектр последствий для политической и гражданской жизни в стране, способствовало появлению в Бразилии института активного ответственного гражданства. Появился широкий слой людей, воспринимавших себя как часть городского управления, а городские власти — как ответственных за исполнение решений, принятых общественностью.

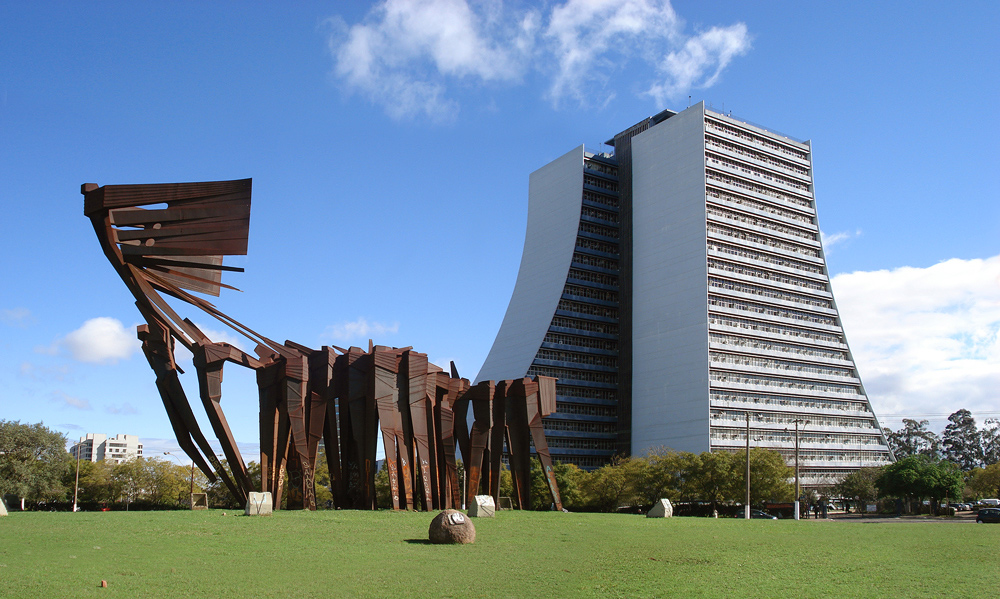
Административный центр штата

За годы функционирования партисипаторного бюджета он, по-видимому, оказал воздействие и на структуру распределения бюджетных средств города. Так, в частности, доля образования и здравоохранения в городском бюджете увеличилась с 13 % в 1985 году до почти 40 % в 1996 году, а сам партисипаторный бюджет вырос с 17 % от городского бюджета в 1992 году до 21 % в 1999 году.
В целом, результаты распределения муниципальных средств в рамках партисипаторного бюджета оказались очень удачными, было осуществлено множество проектов по подаче воды, электричества и других услуг в нуждавшиеся районы города. После 25 лет функционирования гражданского бюджета инфраструктура города и уровень обеспечения горожан коммунальными услугами позволяют отнести Порту-Алегри к лучшим не только в Бразилии, но и в целом по Южной Америке. Пример Порту-Алегри послужил образцом для подобных проектов в ряде других стран.

## Экономика
Исторически экономика города основывалась на переработке и вывозе продукции окружающих его сельскохозяйственных территорий. Сегодня Порту-Алегри обладает современной, высокоразвитой экономикой, основными отраслями которой являются:
- сфера услуг
- производство электроники
- металлургия
- машиностроение
- лёгкая промышленность
- пищевая промышленность
- нефтехимия
- образование и здравоохранение
- туризм

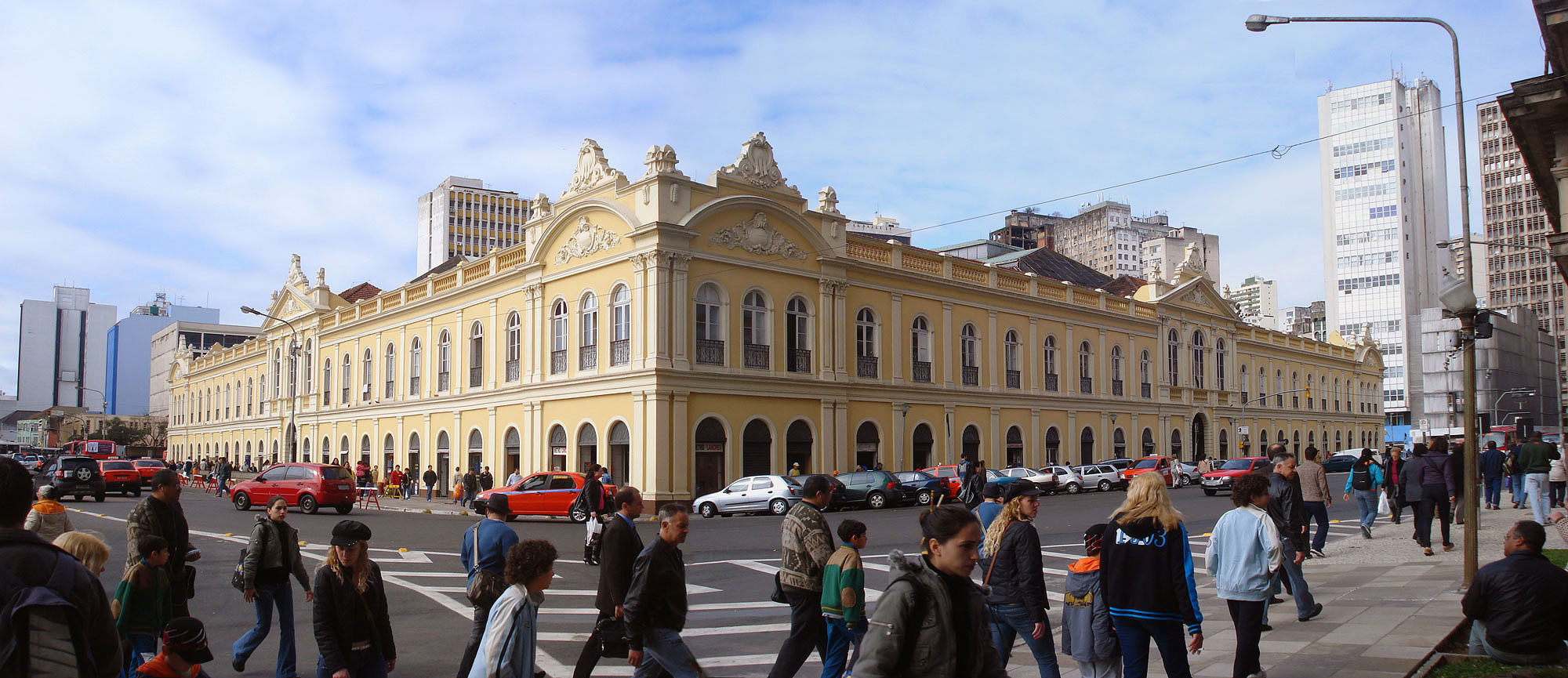
Историческое здание Городского рынка (в наши дни — торговый центр)

В городе расположены штаб-квартиры таких крупных бразильских компаний, как Gerdau (крупнейший производитель стали в Латинской Америке), Petroleo Ipiranga (нефтегазодобыча и переработка) и Companhia ZaffariCompanhia Zaffari (сеть супермаркетов).

## Транспорт
Город обслуживается Международным аэропортом им. Салгаду Филью (IATA: POA, ICAO: SBPA) с пассажирооборотом 8 млн человек в год (2013). Регулярные пассажирские рейсы выполняются во все основные города Бразилии, а также в Буэнос-Айрес, Лиссабон, Майами, Лиму, Монтевидео, Росарио и Панаму.
Через Порту-Алегри проходят два федеральных шоссе — BR-290 (Уругуаяна — Озориу) и BR-116 (Порту-Алегри — Форталеза).
В городе работают метрополитен Trensurb (одна линия, 19 станций, 39 километров) и разветвлённая сеть муниципальных автобусных маршрутов. Метрополитен связан с городским аэропортом линией монорельса (составы управляются автоматически).

## Спорт
В городе располагаются два футбольных клуба, которые являются одними из сильнейших в Бразилии и в Южной Америке — «Гремио» и «Интернасьонал». Команды располагают соответствующей инфраструктурой и стадионами — «Бейра-Рио» и «Олимпико Монументал».

## Статистика
- Валовой внутренний продукт на 2005 год составляет 27 977 351 млн реалов (данные: Бразильский институт географии и статистики).
- Валовой внутренний продукт на душу населения на 2005 год составляет 19 582,00 реалов (данные: Бразильский институт географии и статистики).
- Индекс развития человеческого потенциала на 2000 год составляет 0,865 (данные: Программа развития ООН).

## Галерея

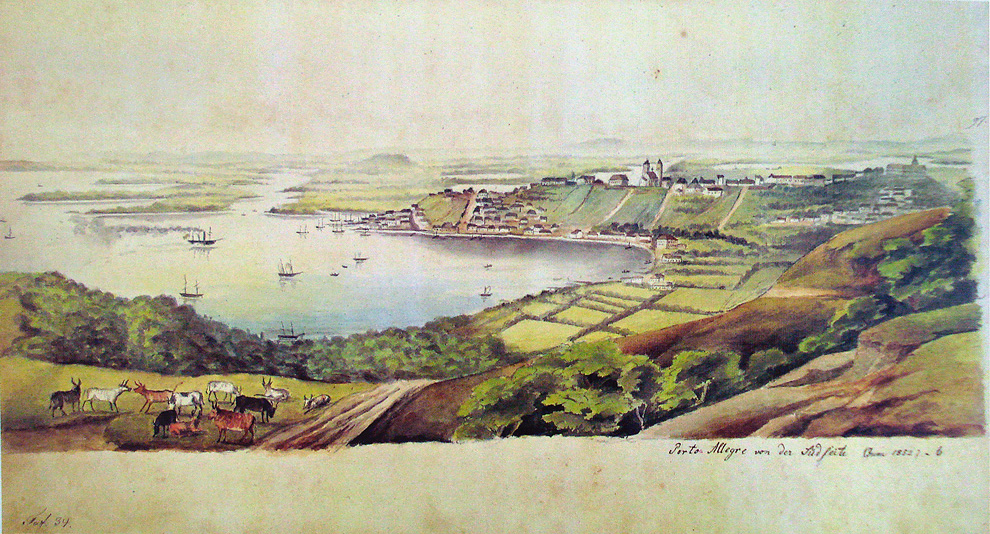
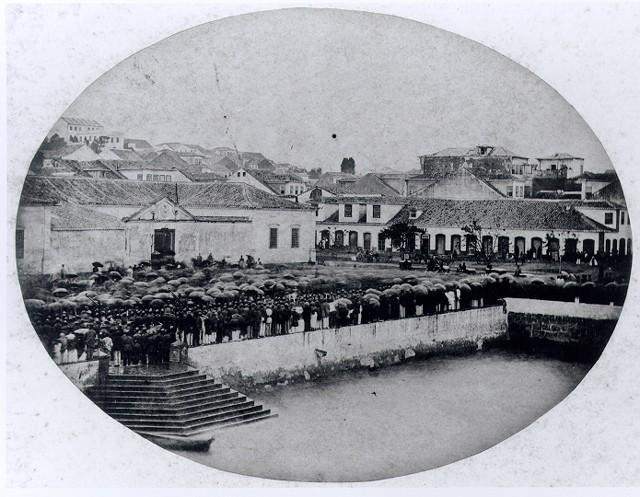
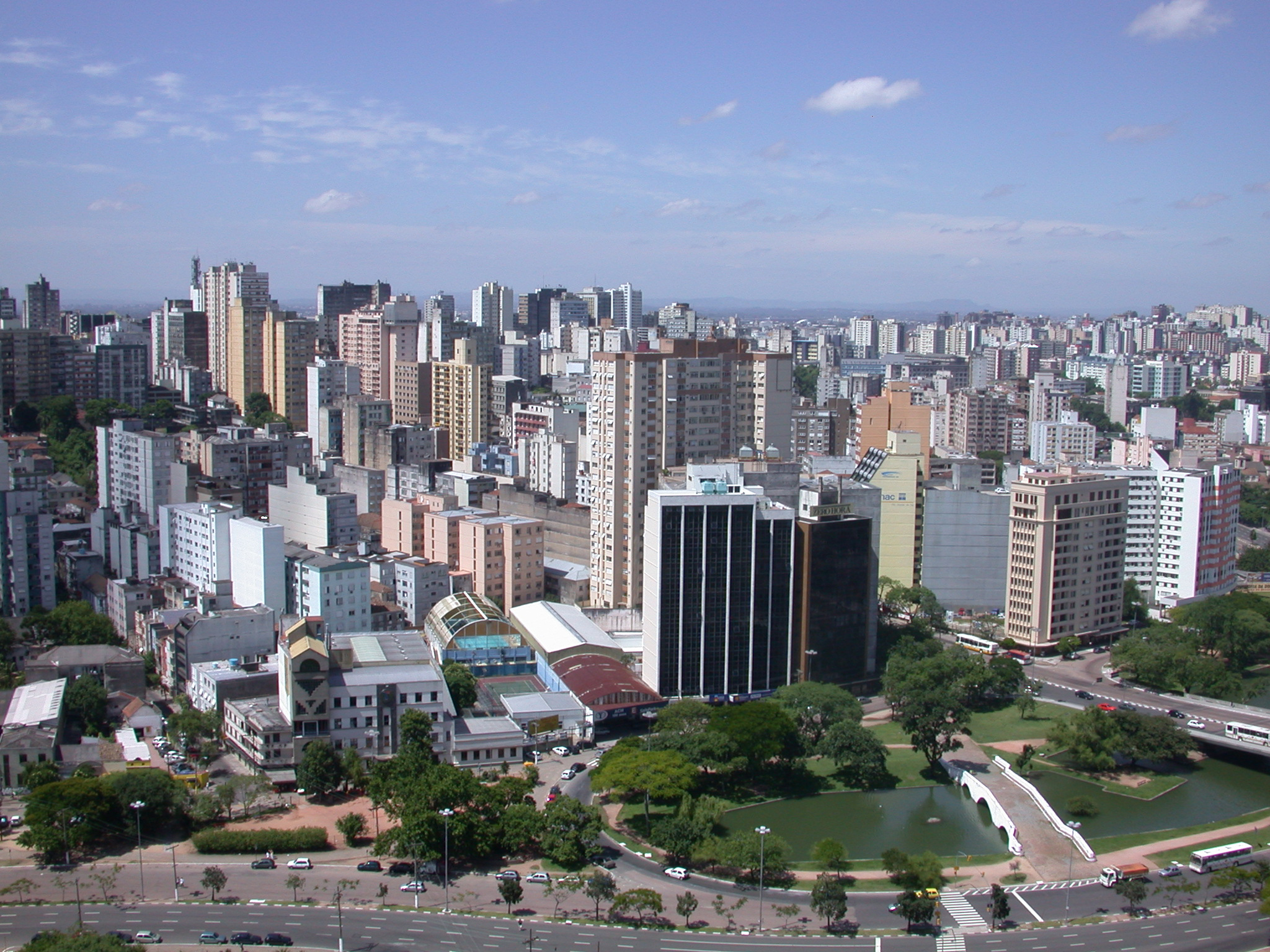
Панорама города
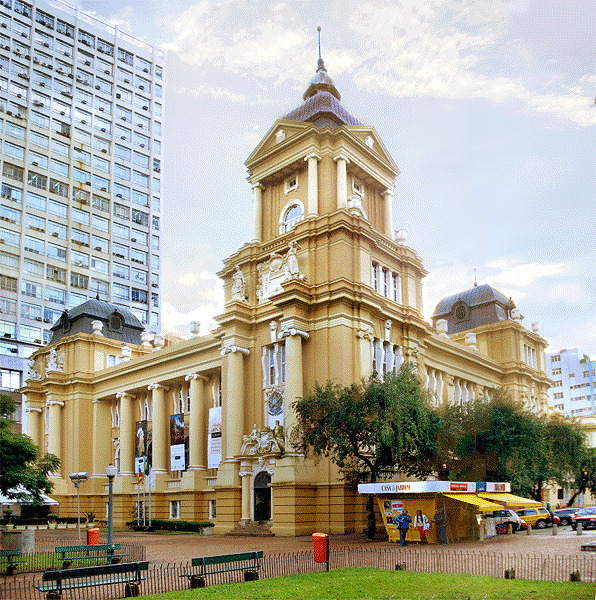
Художественный музей Риу-Гранди-ду-Сул
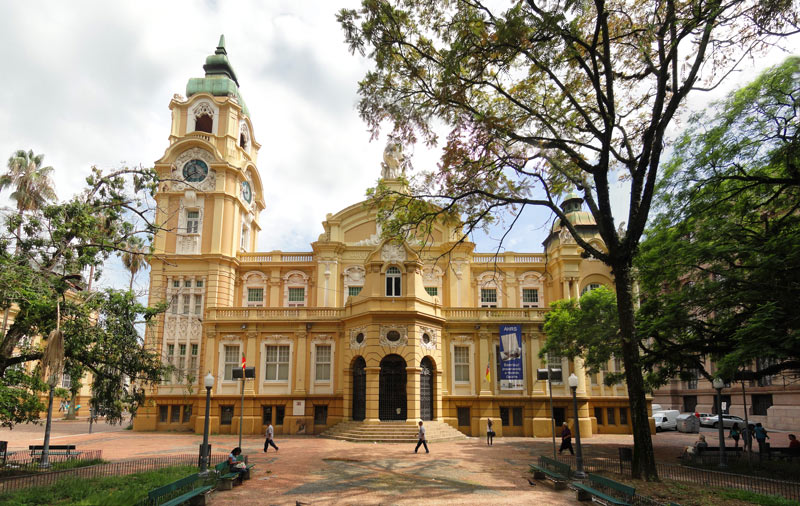
Мемориал Риу-Гранди-ду-Сул
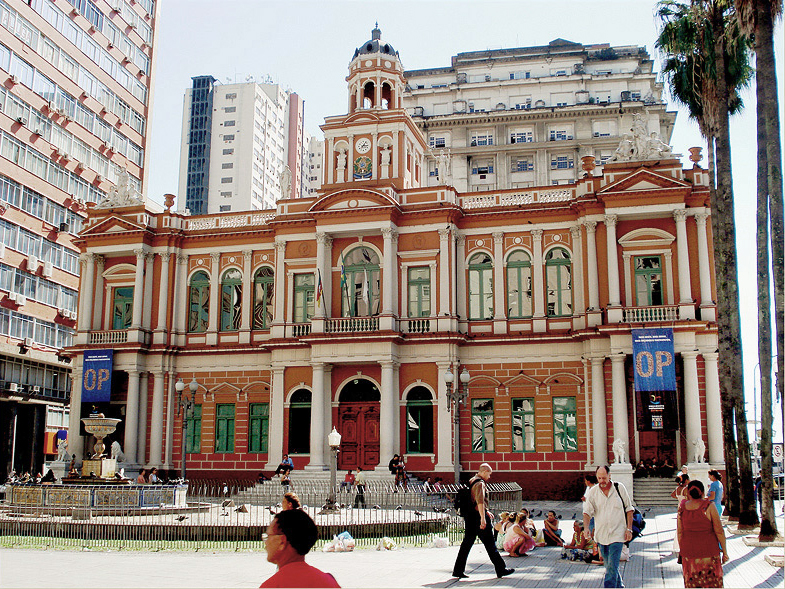
Ратуша Порту-Алегри
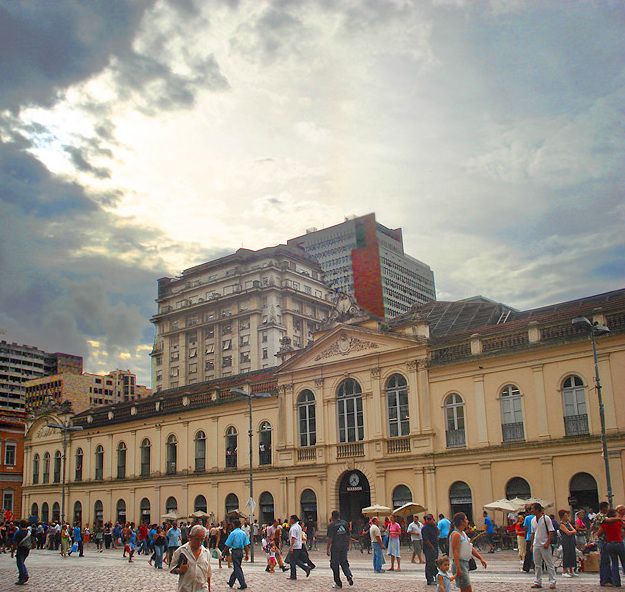
Городской рынок
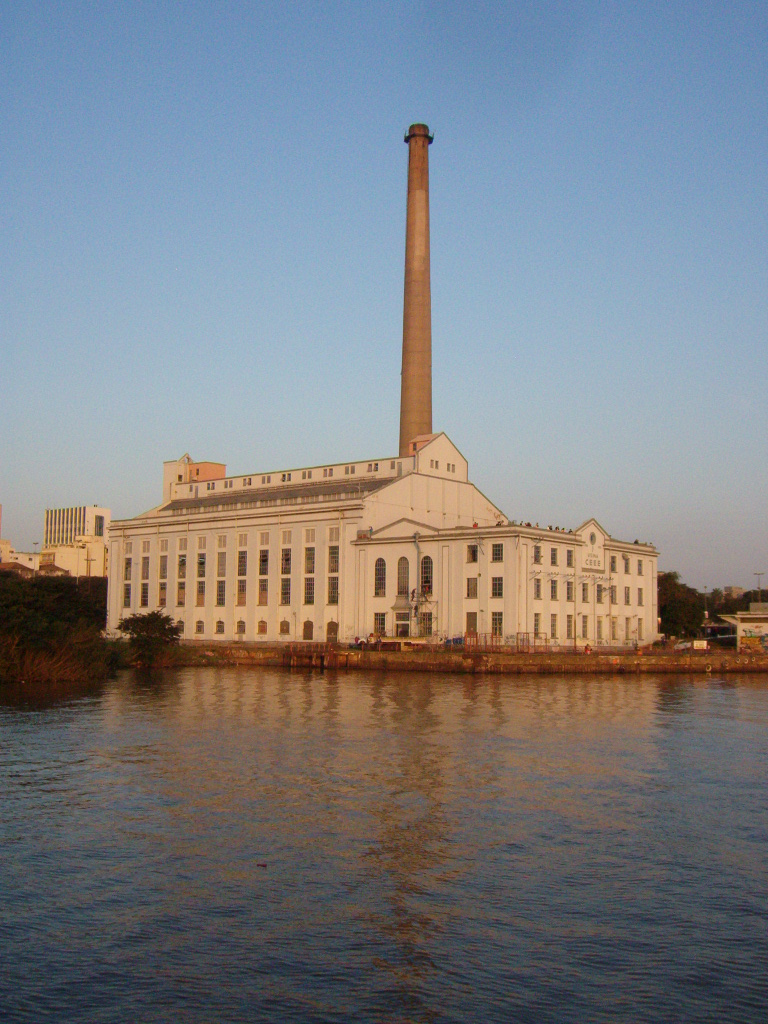
Газгольдерная станция
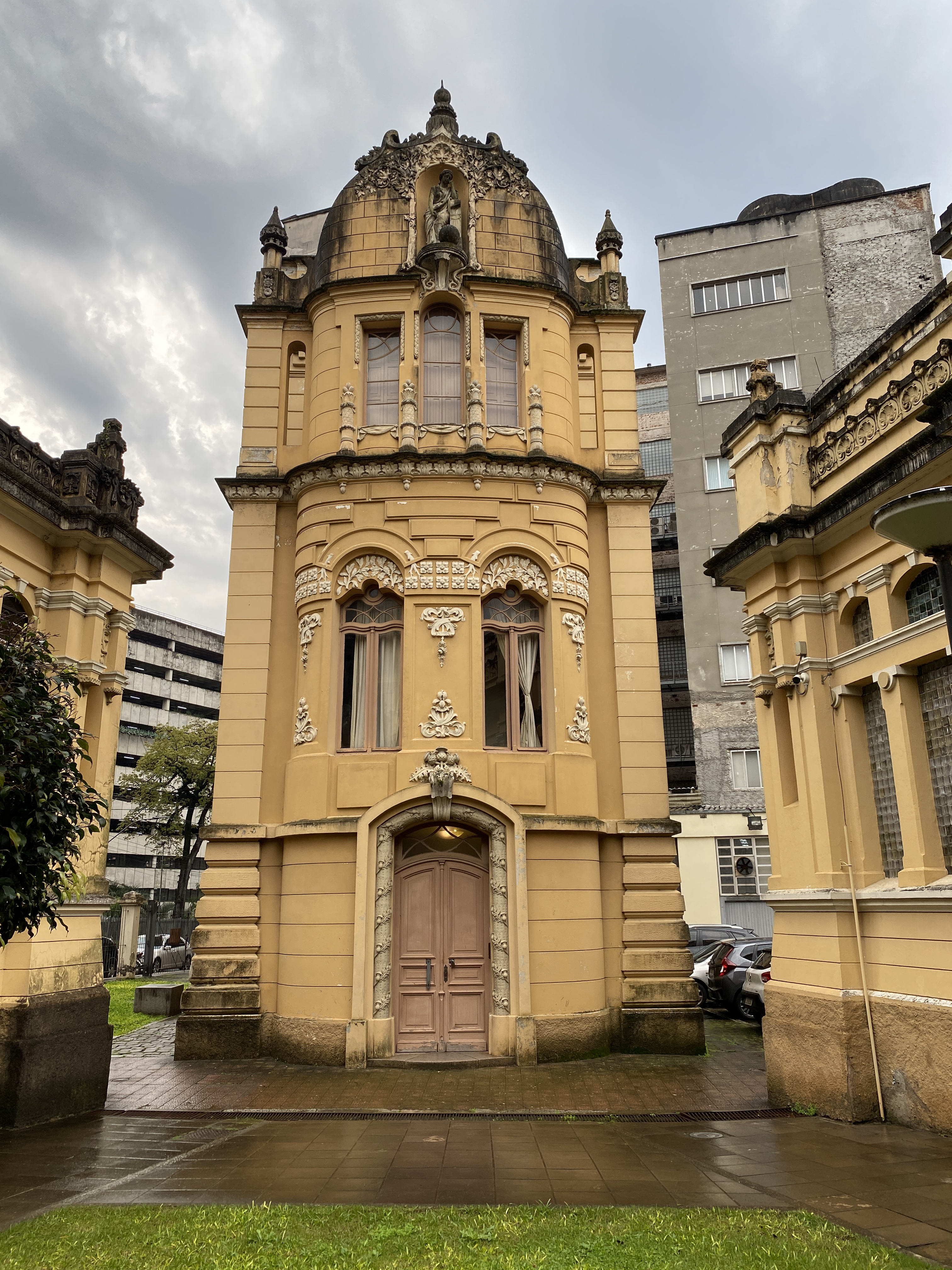
Астрономическая обсерватория Университета Риу-Гранди-ду-Сул, памятник архитектуры модерна.
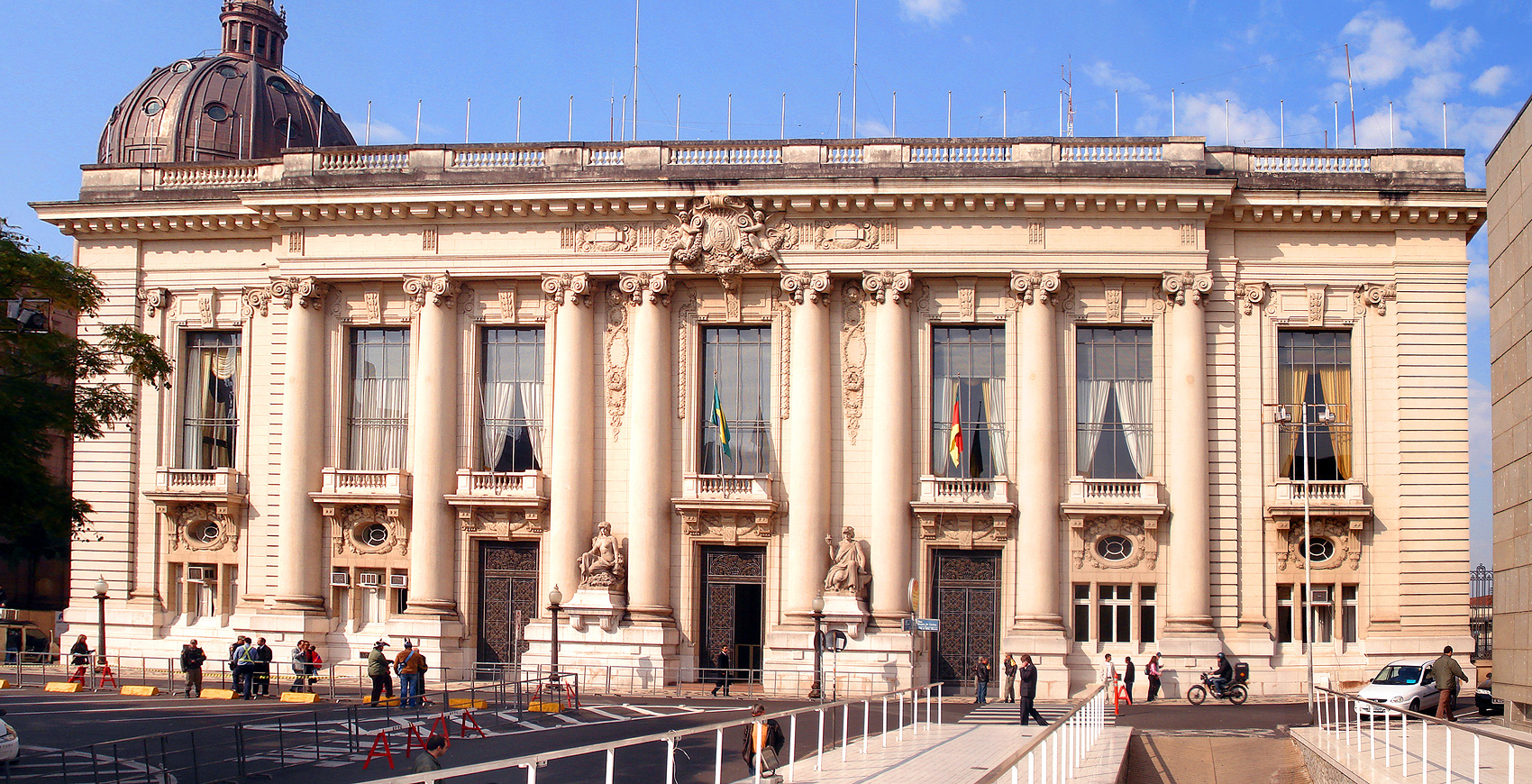
Дворец Пиратини
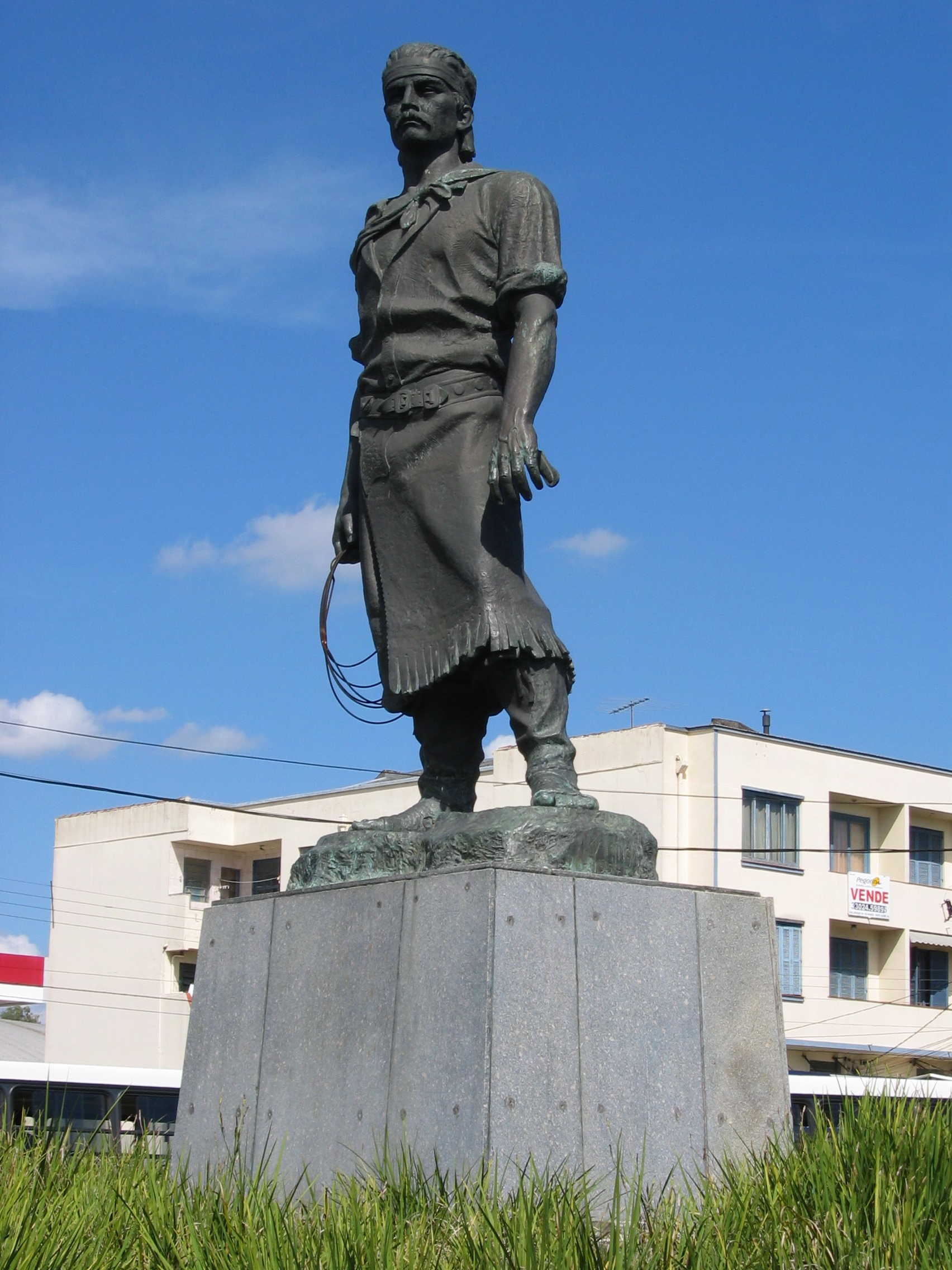
Статуя гаучо с лассо[порт.]
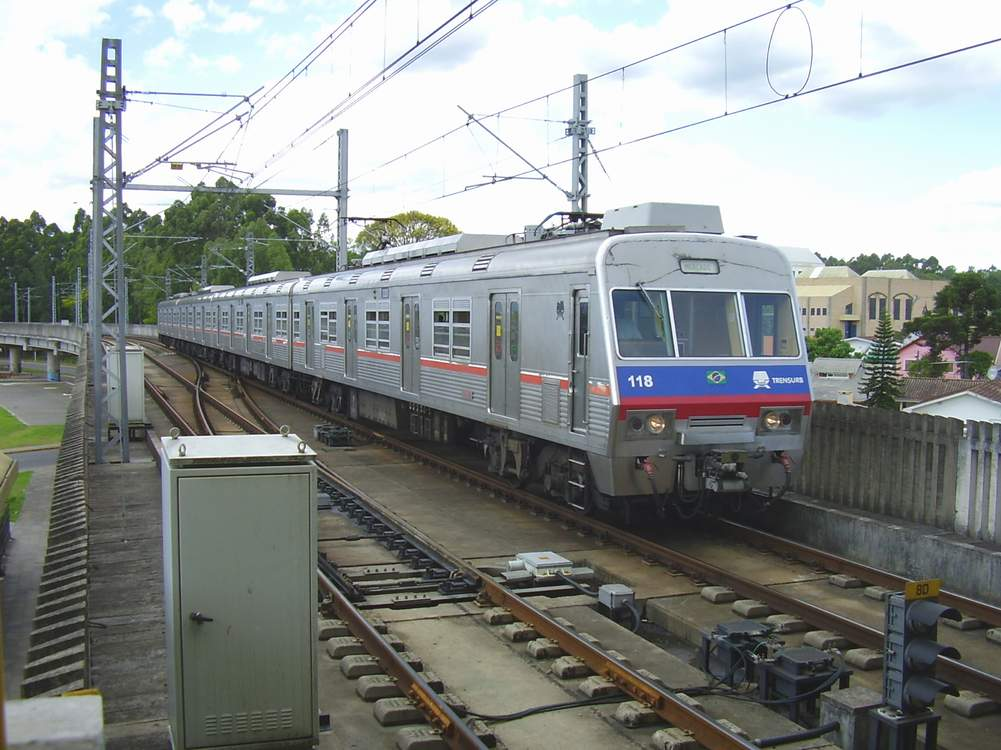
Метрополитен Порту-Алегри
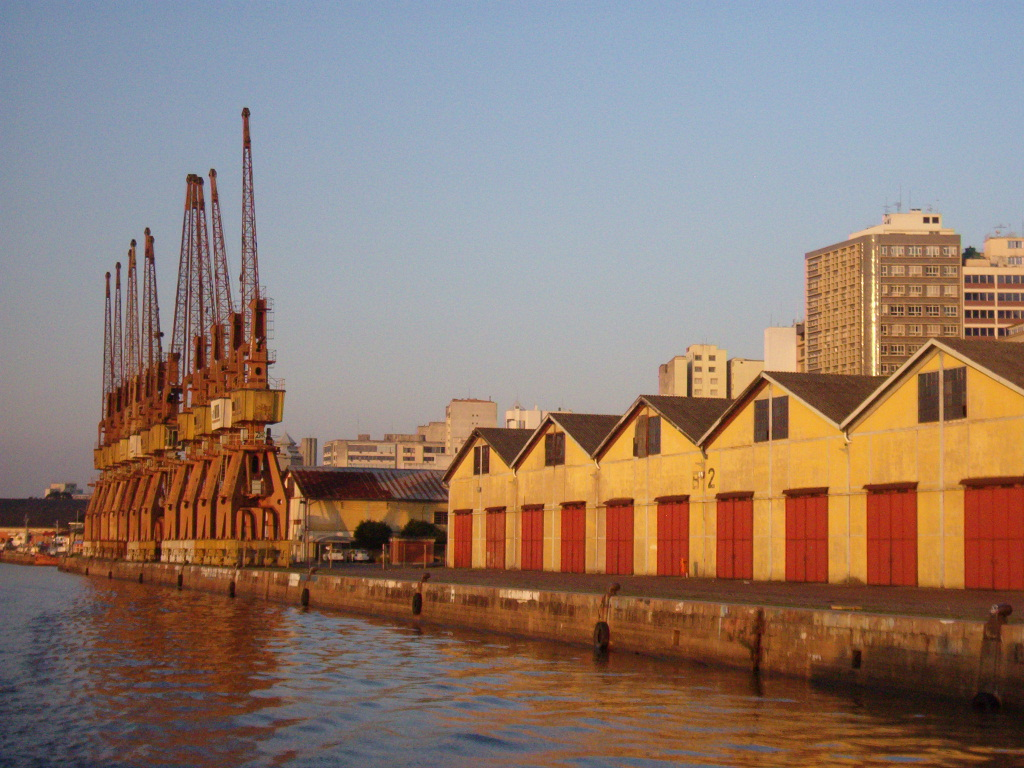
Пристань Мауа
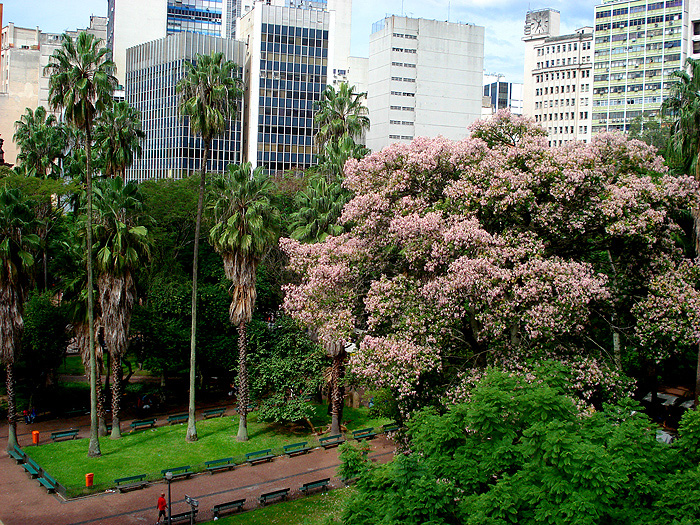
Площадь Алфандега
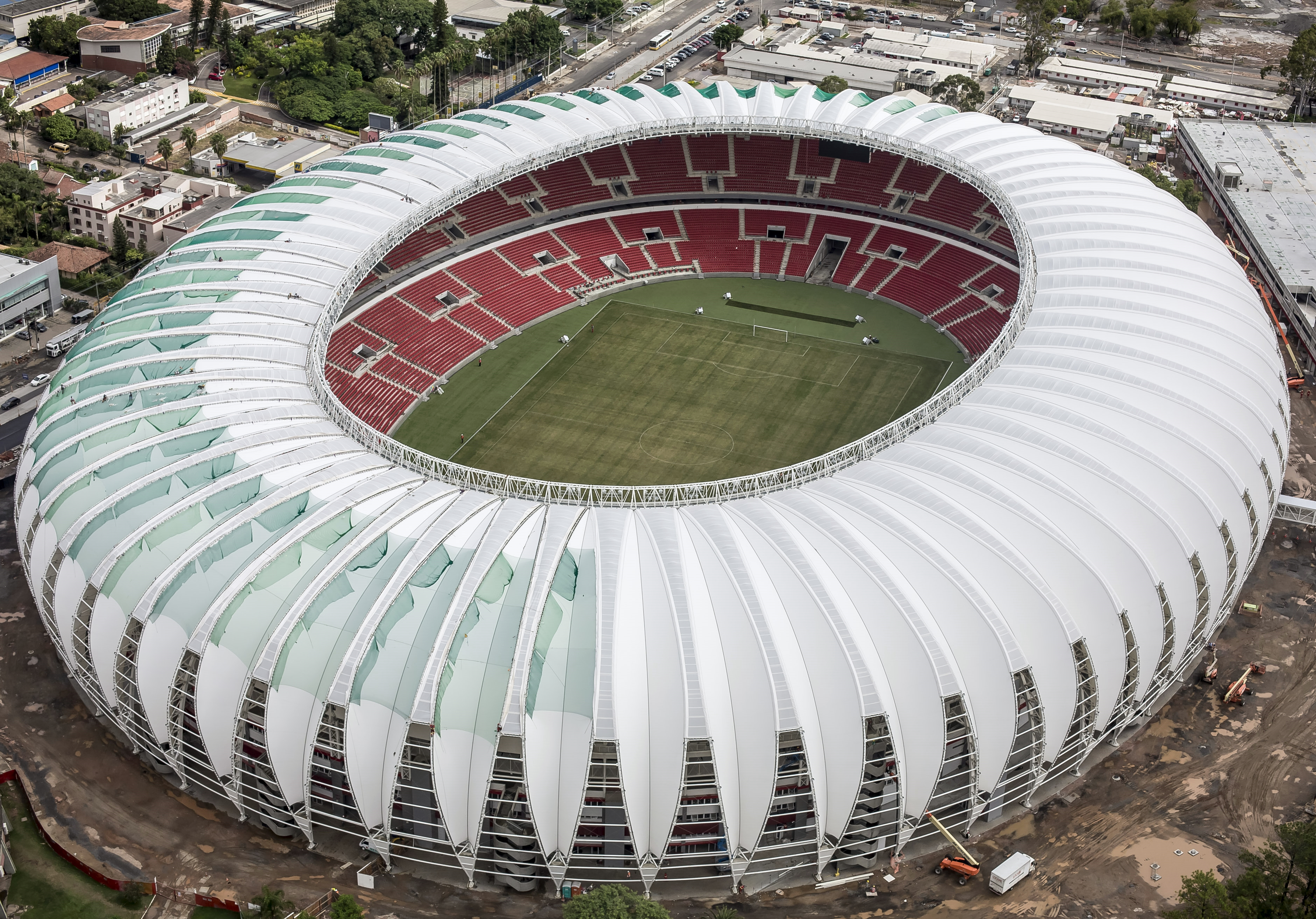
Бейра-Рио

## Города-побратимы
Порту-Алегри состоит в дружеских взаимоотношениях со следующими городами-побратимами:
| Город                      | Страна     | Дата | Ссылка |
| -------------------------- | ---------- | ---- | ------ |
| Канадзава, Исикава         | Япония     | 1967 |        |
| Кучинг                     | Малайзия   | 2008 |        |
| Ла-Плата                   | Аргентина  | 1982 |        |
| Морано-Калабро             | Италия     | 1982 |        |
| Натал, Риу-Гранди-ду-Норти | Бразилия   | 1992 |        |
| Ньюарк, Нью-Джерси         | США        | 2006 |        |
| Орта                       | Португалия | 1993 |        |
| Остин, Техас               | США        | 2002 |        |
| Париж (город-партнёр)      | Франция    | 2002 |        |
| Порталегри                 | Португалия | 2000 |        |
| Пунта-дель-Эсте            | Уругвай    | 1984 |        |
| Рибейра-Гранде             | Португалия | 1982 |        |
| Росарио, Санта-Фе          | Аргентина  | 1994 |        |
| Санкт-Петербург            | Россия     | 2000 |        |
| Салихлы                    | Турция     | 2010 |        |
| Сучжоу                     | КНР        | 2004 |        |

## Персоналии
- Французский архитектор-градостроитель Альфред Агач проектировал архитектуру города.
- Ибере Камарго, художник-экспрессионнист